# Angus Scott
Angus Scott   (Eccleshall, 16 d'agost de 1927 - 16 de març de 1990) va ser un atleta anglès, especialista en el 400 metres tanques, que va competir durant les dècades de 1940 i 1950.
El 1952 va prendre part en els Jocs Olímpics de Hèlsinki, on quedà eliminat en sèries en els 400 metres tanques del programa d'atletisme.
En el seu palmarès destaca una medalla d'or en la cursa dels 4x400 metres del Campionat d'Europa d'atletisme de 1950. Formà equip amb Les Lewis, Martin Pike i Derek Pugh. Va ser subcampió del Regne Unit de l'AAA dels 400 metres tanques el 1950, 1951 i 1952, sempre rere Harry Whittle.

## Millors marques
- 800 metres. 1' 52.0" (1949)
- 400 metres tanques. 52.4" (1952)[2][5]